# Coveney (Cambridgeshire)
Pour les articles homonymes, voir Coveney.
Coveney est une paroisse civile et un village du Cambridgeshire, en Angleterre.